# Llan de Cubel
Llan de Cubel é un grupo de folk, baseado na música tradicional asturiana.

## História
Llan de Cubel nasceu em 1984 ao unirem-se una série de músicos de Oviedo e Cudillero. Fez sua primeira aparição pública em novembro de 2007 no II Certame d'Arpa Céltica d'Uviéu.

## Componentes
- Simon Bradley - Violino.
- Elías García - Bouzouki e baixo de pedal.
- Marcos Llope - Flauta e voz principal.
- Xel Pereda - violão acústico e coros.
- Fonsu Mielgo - Percussão, teclados e coro.
- Xuan Rodríguez - Gaita asturiana e coro.

## Discografia

### Álbuns
- Deva (1987)
- Na Llende (1990)
- L'otru llau de la mar (1992)
- Llan de Cubel IV (1995)
- Un tiempu meyor (1999)

### Contribuções
- Arpa céltica' (1985) (1 tema)
- Festival Interceltique de Lorient, 25 ans (1995) (1 tema)
- Naciones celtas - Buscando el norte (1997) (1 tema)